# 馬上槍試合

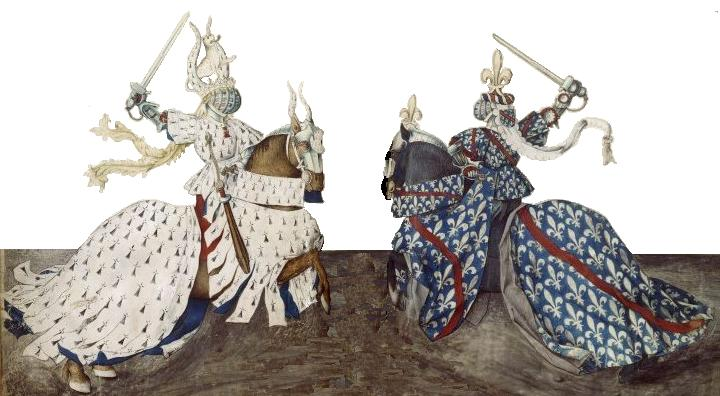
トーナメントでは剣も用いる
バーテルミー・デック画

馬上槍試合（ばじょうやりじあい、英語: tournament,tourney）は、中世からルネサンス（12世紀 - 16世紀）にかけて西欧で流行した、騎士の技量を争う競技会または模擬戦争である。
トーナメントは馬上槍試合の競技会であり、その種目としてトゥルネイ（団体戦）、ジョスト（一騎討ち）等があった。また、正式のトーナメント以外にも各種の類似の競技会があった。日本語ではいずれも馬上槍試合であるが、以下の文では区別のためにそれぞれの用語を使用する。
武器は特に槍（ランス）には限らず、ほとんどの種類の武器が使用された。また、トーナメントの競技には徒歩による戦いもあった。
トーナメント方式の語源である。

## 定義
デュ・カンジュ(en)が編纂した中世用語集の中で複数のトーナメントの定義が示されているが、ロジャー・ホーヴェデンによる次の定義「敵対心からではなく実技の練習と勇敢さの披露のために行われる軍事演習」が最も的確である。
初期のものは、いくつかの形式や制限がある点以外は、ほとんど実際の戦闘と変わらず、倒した相手の武具、馬を奪うのはもちろん、捕虜にして身代金を取ることも行われた。12世紀から13世紀には、キリスト教徒同士の戦争は平地に双方の騎士が集結し、真正面から戦うことが美徳とされたため、戦争の方がトーナメントに近かったとも言える。
これらの模擬戦闘、試合には様々な種類があったが、その詳細は明確でないものも多く、文献によってその名称や分類が異なることがある。

## 起源
全ての時代において、武器を所有する者は平和時に軍事を模擬した演習、ゲームを行っており、古代ローマの剣闘士試合では騎馬闘士（エクイテ）が槍とグラディウスを持って戦う催しがあった。トーナメントと呼ばれるものがヨーロッパに出現したのは11世紀である。中世の人々自体が起源伝説を作成しており、12世紀終わりごろのトゥールの年代記作者は、1066年に死去したアンジューの貴族 (Geoffroi de Preulli) がトーナメントを始めたと推定している。16世紀の文献ではハインリヒ捕鳥王（東フランク王 919-936)がトーナメントに関する法を制定したとしている。
実際には、1114年にエノー伯ボードゥアン3世がヴァランシエンヌにおける平和条例において「トーナメント」の言葉を用いたのが文献に現れる最初である。条例では「平和の維持者」はトーナメントの様な槍を用いた競技を行い、争いを避けるべきだと述べられている。
最初に文献に現れたトーナメントは、1140年代にエルマン・ド・トゥルネーによって著述された「トゥルネーのサン・マルタン教会の歴史」で述べられているもので、1095年にブラバント伯ハインリヒ3世が彼の騎士とトゥルネーの守備隊との競技で事故死したことが記述されている。また、北フランスで定期的にトーナメントが開かれたことは、「フランドル伯シャルル（在位:1119 - 1127）の生涯」の中で示されている。1160年代の史料では、既に14世紀頃と変わらない競技に発展していることが示されている。

## トーナメントの方式

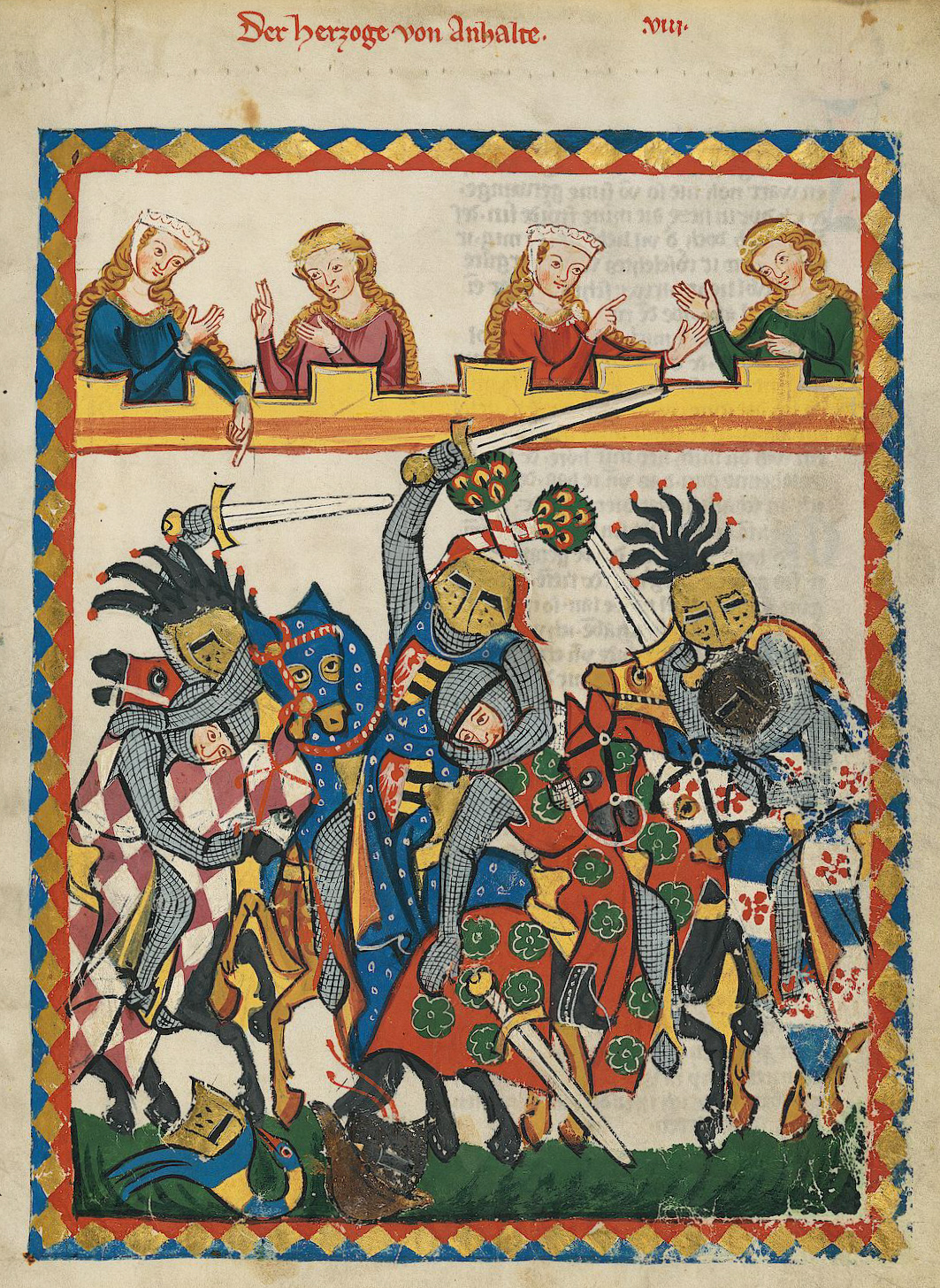
トーナメントにおける乱戦、マネッセ写本

トーナメントの中心は騎士が2つに分かれて突撃を行うトゥルネイまたはメレ（乱戦）で、2人の騎士が1対1で戦うジョストは同時に行われることが多いが主要競技になることは無かった。
トーナメントの標準的な形式は、1160、1170年代の『ウィリアム・マーシャルの生涯』やクレティアン・ド・トロワの騎士道物語（ロマンス）等に示されている。トーナメントは四旬節（復活祭前の40日間）の期間を除いて年中開かれた。通常は、月曜日、火曜日だが、金曜日と日曜日以外なら他の日に開かれることもあった。トーナメントの会場は通常2週間前に発表される。最も有名なトーナメント競技場はフランス北東部（コンピエーニュ近くのRessons-sur-MatzとGournay-sur-Arondeの間で1160年代から1240年代まで使用された）に在り、トーナメントシーズンにはヨーロッパ中から数百人の外国の騎士が集まった。
騎士たちは個人や団体で到来し、宿泊用に用意された2つの会場のどちらかに滞在した。見物台が作られる主要会場の競技場でトーナメントは始まる。トーナメントの日には一方の側が主要会場の内側に集まり、他方が外側に集まる。

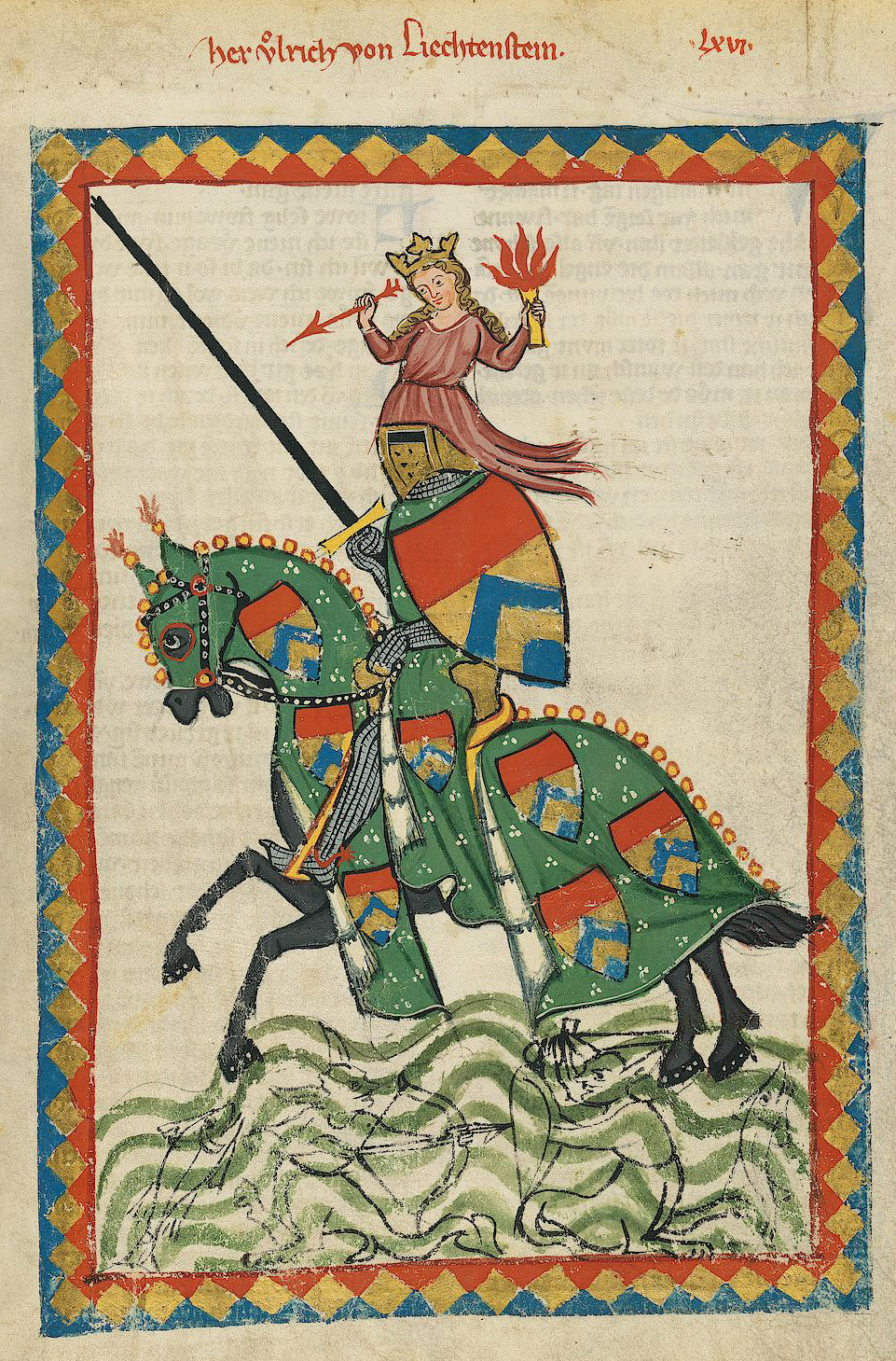
トーナメントに参加する騎士、マネッセ写本

前日には地元の有力者による宴会がそれぞれの会場で開かれ、前夜祭としてジョスト（ベスパー（晩祷）と呼ばれる）が行われ、個々の騎士にその能力を披露する機会が与えられた。当日は、まず両方の隊が行進した後、鬨の声を上げ、両方の隊から進み出た個人によるジョストが再び行われる。通常は新米の若い騎士などが機会を与えられた。
午前中の中頃までに騎士たちは突撃のために列を作って並び、ヘラルドの掛け声を合図にランス（槍）を水平に構えて、それぞれの相手に向かって突撃する。落馬せずに残った騎士は素早く方向転換（ターンturn。トーナメントtournamentの名の由来である）し、次に攻撃する騎士を選ぶ。境界線（観客席の前に柵と盛り土で作ったライン）上には従者がいて、3本の替えのランスを用意していた。やがて競技は乱戦となり、両方の騎士が身代金目当てに相手側の騎士を攻撃し、2つの会場の間に競技場として設定された数平方マイルの空間に広がって戦う。両陣営が疲れるか、日が暮れるかすると終了する。もし片方が突撃により崩れて自陣に敗走し、境界線や警備の歩兵隊の後ろに逃げると、それ以前に終了することも多い。トーナメントが終わるとその日のパトロンが豪勢な宴会と余興を開き、両陣営における最優秀騎士が選ばれて祝福を受けた。

## 人気と禁止令
早くからトーナメントは非常に人気があった。イングランドで最初にトゥルネイについて書かれたものは、ウォリックシャーの騎士オズベルト・アーデンの旅行許可書でノーサンプトンとロンドンを旅行し、さらにイギリス海峡を渡ってフランスの競技会に参加したことが示されている。この許可書は1120年代以前のものである。北フランスの大きなトーナメントにはドイツ、イングランド、スコットランド、オクシタニア、スペインから数百人の騎士が参加した。1179年11月にルイ7世が息子の戴冠を祝って開いたLagny-sur-Marneのトーナメントでは3000人の騎士が参加したとの記録がある。1279年にフィリップ3世がサンリスとコンピエーニュで開いたフランス王主催のトーナメントは、より盛大なものだった可能性がある。
トーナメントに貴族が熱狂したことは、1120年代以前に中心地である北フランスから開催地が拡大していることに現れている。イングランドとラインラントでの最初の開催は1120年代である。『ウィリアム・マーシャルの生涯』では1160年代にトーナメントが中央フランスとブルターニュで開かれたことが示されている。ベルトラン・デ・ボルンがトーナメントの世界に関して語った作品では、北スペイン、スコットランド、神聖ローマ帝国で開催されたとしている。ラウターベルク年代記では1175年までにトーナメントの熱狂はポーランドに至ったとしている。
このような大きな関心と広がりを考慮すると、すぐに国王や教会などの権威がトーナメント禁止令を出し始めたことは奇妙に思われる。1130年に教皇インノケンティウス2世はクレルモンの公会議でトーナメントを禁止して、競技で死亡した騎士のキリスト教による埋葬を禁じた。通常、教会が禁止する理由は、貴族たちがトーナメントに熱中するあまり、「キリスト教世界の防衛」という、より重要な戦争（十字軍、レコンキスタ等）をおろそかにすると考えたためである。しかし、イングランドでヘンリー2世が禁止した理由は公的な秩序への脅威が理由である。トーナメントへ向かう騎士は途中で強盗や一般人への乱暴を働いたりしがちであり、ヘンリー2世はスティーブン王時代の無秩序状態からの秩序の回復を非常に重要視していた。このため大陸領土においてはトーナメントを禁止しておらず、彼の3人の息子（若ヘンリー、リチャード、ジョフロワ）は非常にこの競技を好んでいた。但し、1186年にジョフロワがパリでの試合で亡くなると、盟友の死を悼んだフランス王フィリップ2世はその後、息子のルイ8世にいかなる試合への出場も禁止している。
1192年以降は、イングランドで再びトーナメントが許可された。リチャード1世は6箇所の開催許可地を選定し開催に対して認可料を徴収した。しかし、ジョンとヘンリー3世は気まぐれな禁止令を出したため、貴族たちは困惑し競技の人気は低下した。フランスにおいては、1260年にルイ9世（聖王）が王領におけるトーナメントを禁止し、彼の子孫は概ね禁令を継続した。

## ボホート、チロシニア、都市の祭り

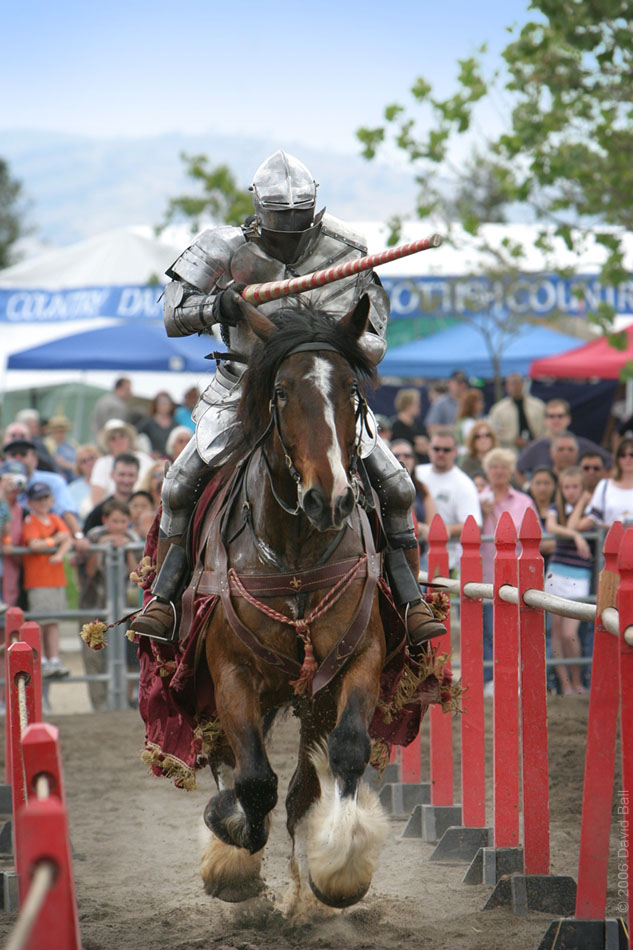
リバモアで催された馬上槍試合の再現

当時、トーナメントに似た各種の催しが行われ、しばしばトーナメントと混同されている。最も一般的なのはボホートで、「遊びのトーナメント」であり非公式に色々な場合に行われた。1171年に書かれたウィリアム・フィッツ・スティーブンの『トマス・ベケットの生涯』ではロンドンの若者達が定期的に行っていたことが記録されている。ボホートは旅の騎士や従者の一団の間、あるは行軍中の軍隊等でも行われた。宮廷の催しの一部として行われることもある。主な特徴は、武器と防具を限定したことと馬術を重視したことである。
チロシニアはフライジング司教オットーが、1127年にヴュルツブルクで開催された競技に言及したのが最初である。これは新たに騎士に叙任された若者（チローヌ）を対象に開かれた。若い騎士は経験が少ないため古参の騎士に簡単にあしらわれる事が多かったが、チロシニアに参加することで大きな危険を冒さずに経験をつむことができた。王族や上級貴族の若者が騎士に叙任された時（通常、12から20人の若者が同時に騎士に叙任される）に開かれることが多い。
同種の催しとして都市トーナメントが都市の富裕な若者の間で開かれた。これらは単なるボホートというより貴族のトーナメントの模倣である。この種のトーナメントで最も有名なのはフランドルの大きな都市の市場街で開かれたもので、1283年以前にリールでの例が最初に言及されている。出場者は都市市民だけに限定されているわけではなく、近隣の田舎の騎士も参加したが、開催場所や主催者は貴族の開くトーナメントとは明確に異なっていた。トゥルネイ（団体戦）はこの種のトーナメントでより長く残った。

## ジョストとトーナメント

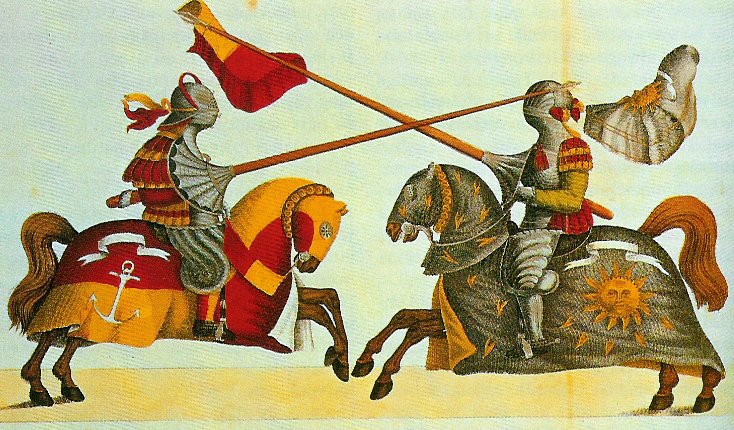
馬上槍試合、ジョスト

前述したようにジョストは早くからトーナメントの一部であった。主要競技であるトゥルネイ（団体戦）の前日の夕方に前夜祭として行われると共に、トゥルネイの前座としても行われた。12世紀ごろにはトーナメントにおけるジョストはしばしば禁止された。禁止の理由はジョストを行うことで騎士がメインのトゥルネイに参加しなかったり、不正行為に利用されることがあったからである。1160年代のトーナメントでフランドル伯フィリップは、彼の随員とともに前座のジョストを行い、他の騎士が疲労して捕獲しやすくなるまでトゥルネイには参加しなかった。
13世紀の初頭までにジョストは人気を獲得しており、1220年代からはトーナメントとは別に開催されるようになった。『ウィリアム・マーシャルの生涯』では、1224年頃にジョストがトゥルネイよりも貴族に人気があったことが記述されている。1223年にキプロスでベイルート卿ジャン・ディブランが開催した、初めてジョストだけの「円卓の催し」が記録されている。これは参加者がアーサー王伝説の騎士に扮して円卓に集まり、ジョストの対戦相手を決めるものである。「円卓の催し」は13世紀に人気があり、ジョスト競技会の予選としても行われ、騎士も従者も参加した。その他の形式のジョスト競技会も同時期に始まり、14世紀までにはジョストはトーナメントが廃れるのに伴う貴族の娯楽を埋めるものとなった。

## 装備

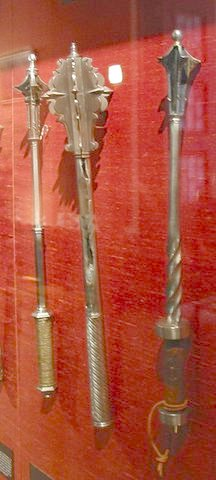
様々なメイス

トーナメントにおいて、特別な武具や防具が使用されたかは難しい問題である。さらに問題になるのは12、13世紀の騎士と軍馬の装備が、戦争のためというより、むしろトーナメントの必要に応じて、どのように改造されたかということである。しかし、史料によりはっきりしているのは当初はトーナメントで使用された装備は、実戦で使用されたものと同じだったということである。ただし、大部分の場合、トーナメントでは剣は刃を鈍らせたものを使っていた。
13世紀頃に少なくともジョストにおいて変化が起こった。1220年ごろの『ランスロットの詩』では、ジョストでは特別のスピアを使ったとしている。1252年のウォルデンで開かれたジョストでは尖頭の代わりにリング状のソケットを付けたランスが使用された。1292年のイングランド王エドワード1世が発布した「武具に関する条例」ではトーナメントでは鈍らせたナイフと剣を使うことが規定されている。しかし、この規定はむしろ、それまでは一般的に、そうでないものを使っていたことを示唆している。

## その後のトーナメント
トーナメントが廃れるのは直線的な過程ではなかった。14世紀の社会ではアーサー王時代を理想とする騎士道物語がトゥルネイを扱っているため、トゥルネイは戦士としての重要な技術だと考えられていた。トーナメントはイングランドではエドワード1世（在位:1272年-1307年）やエドワード3世（在位:1327年-1377年）のような武勇や十字軍を好む王の時代に復活した。しかし、それにも係わらず、後者の時代にトーナメントは終焉を告げた。エドワード3世は、技術披露的な競技会や主にジョストのみの催しを勧め、主催した。イングランドで開催された最後のトーナメントは1342年にダンスタブルで行われたもので、ジョストによりトゥルネイの開始が遅れ、突撃を行う時には日が沈みかけていた。フランスではトーナメントはもう少し長生きし、1379年にブルッヘで最後に開催されたのが知られている。同年にフランドル伯がヘントでトーナメントを開催することを告知すると、同市の市民の暴動が発生した。彼らの不満はトーナメント開催により発生する費用負担のためであった。